# 아케토역
아케토역(일본어: 明戸駅, あけとえき)은 일본 사이타마현 후카야시에 있는 지치부 철도 지치부 본선의 역이다.
한때, 무인역이었지만 원맨 운전 개시 때부터 다시 역무원이 배치되었다.

## 역 구조
섬식 승강장 1면 2선의 지상역으로 업무 위탁역이다.

### 승강장
| 1 | ■ 지치부 선 | 구마가야・교다시・하뉴 방면                 |
| 2 | ■ 지치부 선 | 요리이・나가토로・지치부・미쓰미네구치 방면 |

## 역 주변
- 아라카와강
- 국도 제140호선

## 역사
- 1985년 3월 14일: 영업 개시.

## 인접역
| 지치부 철도 ■ 지치부 본선 | 지치부 철도 ■ 지치부 본선 | 지치부 철도 ■ 지치부 본선  |
| ------------------------- | ------------------------- | -------------------------- |
| 오아소 하뉴 방면          | 보통                      | 다케카와 미쓰미네구치 방면 |